# Frederica
Frederica is een plaats (town) in de Amerikaanse staat Delaware, en valt bestuurlijk gezien onder Kent County.

## Demografie
Bij de volkstelling in 2000 werd het aantal inwoners vastgesteld op 648. In 2006 is het aantal inwoners door het United States Census Bureau geschat op 724, een stijging van 76 (11,7%).

## Geografie
Volgens het United States Census Bureau beslaat de plaats een oppervlakte van 2,2 km², geheel bestaande uit land. Frederica ligt op ongeveer 9 m boven zeeniveau.

## Plaatsen in de nabije omgeving
De onderstaande figuur toont nabijgelegen plaatsen in een straal van 16 km rond Frederica.